# Fissidens subarboreus
Fissidens subarboreus là một loài Rêu trong họ Fissidentaceae. Loài này được Broth. & P. de la Varde mô tả khoa học đầu tiên năm 1927.